# Potentilla chalchorum
Potentilla chalchorum är en rosväxtart som beskrevs av Sojak. Potentilla chalchorum ingår i Fingerörtssläktet som ingår i familjen rosväxter. Inga underarter finns listade i Catalogue of Life.